# Pegging

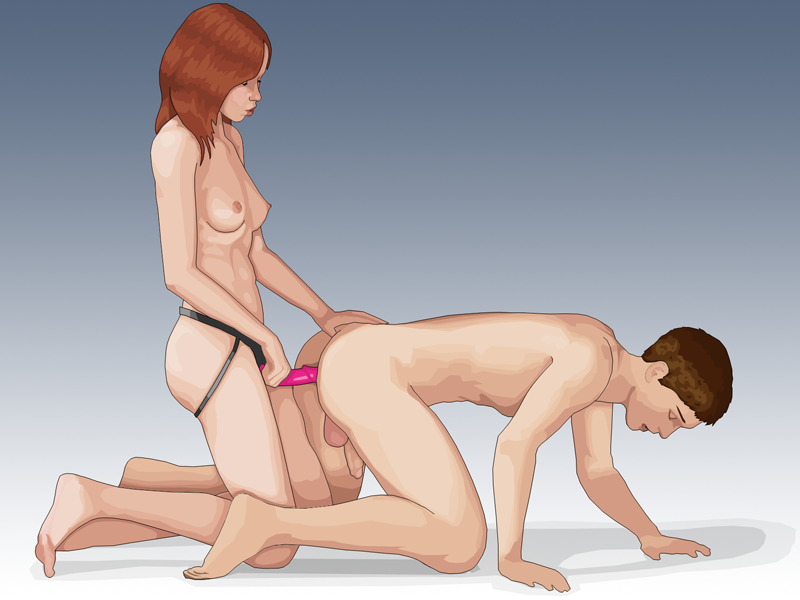
Una donna fa pegging con un uomo indossando uno strap-on dildo.

Il termine pegging designa una pratica sessuale nella quale un uomo è penetrato analmente da una donna che indossa uno strap-on dildo.
Pegging è il termine vincitore nella gara di neologismi bandita da Dan Savage, esponente della comunità omosessuale e attivista LGBT, nel giugno del 2001 nella sua rubrica Savage Love. In quel contesto, l'accezione data da Savage voleva essere eterosessuale; il concorso fu bandito dopo l'osservazione fatta da Savage sul fatto che non esisteva un nome comune per indicare la pratica in questione.

## Storia
Nel 1998 un produttore di strap-on volle espandere il mercato di vendita oltre quello delle coppie lesbiche. Decise quindi di realizzare un video su questa pratica, Bend Over Boyfriend, che fu distribuito in diversi paesi del mondo occidentale. Dall'acronimo del titolo del video si ricavò un verbo e così si iniziò a parlare di «to bob», che, tra l'altro, in lingua inglese significa "andare avanti e indietro"; un acronimo molto evocativo, dunque. Ancora oggi spesso si parla di «Bend Over Boyfriend» per indicare il sesso anale ricevuto dall'uomo, ma l'espressione si è rivelata troppo lunga, mentre anche la sua traduzione in verbo, il succitato «to bob» non ha avuto grande fortuna. E così nel 2001, attraverso un contest sul web si è cercato di dare un nome alla pratica. Il contest in questione è stato realizzato da Dan Savage, esponente della comunità omosessuale e attivista LGBT, ideatore del Progetto It Gets Better (un progetto online fondato a sostegno della comunità omosessuale nel settembre 2010).

## Descrizione
La pratica è sconsigliata dai medici in quanto pericolosa, ciò nonostante come altre pratiche sadomasochistiche potrebbe offrire sensazioni parzialmente piacevoli alle persone coinvolte. Perché la pratica risulti possibile, occorre preventivamente lubrificare il dildo e la zona anale con un lubrificante intimo, dopodiché la donna può iniziare con cautela la penetrazione fino al contatto del proprio inguine con i glutei dell'uomo. Da quel momento, i movimenti saranno simili a quelli del rapporto anale in cui la parte attiva è svolta prevalentemente dall'uomo. Se il dildo è di tipo doppio (con una parte che contemporaneamente penetra nella vagina) la donna, con movimenti appropriati, potrebbe provare a stimolare la clitoride ed eventualmente giungere all'orgasmo. L'aspetto trasgressivo dell'atto potrebbe accentuare il grado di libido dei partner.
L'uomo potrebbe trarre piacere dalla stimolazione dell'ano, del retto e degli organi adiacenti - specialmente della prostata - a condizione che venga usato lubrificante a sufficienza. La donna, d'altro canto, potrebbe beneficiare della stimolazione diretta operata dalla base del dildo o, nel caso di un dildo a doppia punta, dalla penetrazione vaginale operata dall'altro capo dello strumento. In ogni caso, per aumentare la sensazione di piacere, la donna potrebbe utilizzare un vibratore secondario posto tra lo strap-on dildo e la clitoride. Uomini e donne potrebbero godere dell'aspetto psicologico della sottomissione e della dominazione, per quanto secondo la cultura BDSM l'essere penetrati di per sé non sia atto di sottomissione, né il penetrare di dominazione.
Proprio in considerazione dello stigma associato al sesso anale (e all'associazione di questo con l'omosessualità), alcune persone potrebbero trarre piacere dall'infrazione del tabù e dalla trasgressività insita in tale pratica. Alcune donne potrebbero apprezzare la sensazione di avere un pene simulato e alcuni uomini l'esperienza passiva della penetrazione. Lo stesso Dan Savage, che è gay, ha consigliato ironicamente ad ogni uomo etero di provare almeno una volta nella vita.

## Aspetti psicologici
La pratica spesso è legata ad una cripto-omosessualità, ad una bisessualità o ad una transofilia. Può inoltre essere indizio di una forma di fissazione inconscia ad una fase infantile dello sviluppo psicosessuale, come ben messo in evidenza dalla teoria psicanalitica, che infatti considera l'espressione della sessualità come un aspetto della personalità non avulso da tutti gli altri comportamenti della vita e che, proprio come questi, affonda le proprie radici nelle esperienze pregresse dell'individuo.

## Considerazioni mediche e rischi
La pratica trattata coinvolge direttamente la stimolazione della prostata, una procedura che può portare a molti rischi e problemi se non viene eseguita secondo le modalità corrette da personale medico. La stimolazione prostatica infatti, eseguita con le mani o con oggetti, include tra i rischi: peggioramento di prostatite acuta e potenziale causa di setticemia, per il rischio di diffondere l'infezione; sanguinamento pertinenziale alla prostata; cellulite (una grave infezione della pelle); riacutizzazione di emorroidi; danneggiamento della mucosa del retto; diffusione del carcinoma della prostata (attualmente il tumore più diffuso tra gli uomini). Persone con infiammazione dell'epididimo devono evitare il massaggio. Come regola generale i medici non raccomandano il massaggio della prostata.
Inoltre la produzione di minime lacerazioni dell'epidermide esterna o della mucosa interna dell'ano aumentano il rischio per le malattie sessualmente trasmissibili, (inclusi i virus dell'HIV e dell'HPV). Le infezioni dell'ano e del retto sessualmente trasmesse sono in aumento.